# Mauro del Vecchio
Mauro del Veccio (Roma, 7 de junio de 1946-5 de julio de 2025) fue un militar y político italiano perteneciente al Partido Democrático. Tuvo el mando de la coalición de la OTAN-ISAF durante la Guerra de Afganistán.

## Biografía militar y mandos en conflictos bélicos
El Teniente General Mauro Del Vecchio nació en Italia en 1944, le fue concedido el cargo de Comandante del Cuerpo de Despliegue Rápido de la OTAN (Cuerpo de Reacción Rápida, liderada por la OTAN), con sede en Milán, Italia. Romano de nacimiento, asistió a los cursos regulares de la Academia Militar de Módena y de la Escuela de Turín. Posteriormente fue nombrado Teniente en la especialidad de francotirador y como comandante de un pelotón de Bersaglieri. Luego fue nombrado comandante de una compañía del 8 º Regimiento de Bersaglieris. 
Ha participado, como comandante de las operaciones al mando de contingentes italianos, varios en el teatro de operaciones de los Balcanes. Una primera en Bosnia - Herzegovina (25 de marzo a 15 de octubre de 1997), en la zona, incluyendo la ciudad de Sarajevo, Gorazde y Pale. Para la operación en Bosnia-Herzegovina.
Más tarde mandó el contingente italiano, por primera vez en la ex república Yugoslava de Macedonia, a los refugiados albaneses en el socorro humanitario, y luego en Kosovo, en particular en las ciudades de Pec, Dakovica, Klina y Decano (22 de marzo a 7 de septiembre de 1999). 

### Comandante en Afganistán
El componente italiano a cargo de Del Vecchio en la Guerra de Afganistán fue de 2.350 hombres. El marco general, se centró en las ciudades de Herat, Farah, Qaleh Ye, Chaghcharan, cuatro provincias diferentes y en ese período, a partir de diciembre hasta el mes de agosto de 2008, también contaron con el liderazgo del Comando Regional de la capital, por lo que en ese momento, tenían la responsabilidad de los dos comandos regionales. La labor de sus tropas fue la de la reconstrucción física nacional afgana, fue esencial para dicho país devastado por 30 años de guerra, además también se centraron en la reconstrucción institucional.

## Carrera política

### Senador
Mauro del Vecchio fue elegido senador por el Partido Democrático de Italia (PD) por la circunscripción de Lazio. Resultó elegido el 13 de abril de 2008 
se lo proclamó el 21 de abril de 2008 y se le otorgó la validación el 3 de noviembre de 2009.

### Otros cargos políticos
Del 22 de mayo de 2008 fue parte del Comité permanente de Defensa IV Difesa, parte del Comité Permanente de Miembros de las XIV Políticas de la Unión Europea y del Componente de las deliberaciones de la Comisión bicameral del Comité Parlamentario para su procesamiento, además es miembro de la delegación italiana en la Asamblea Parlamentaria de la Organización para la Seguridad y la Cooperación en Europa (OSCE).

## Condecoraciones
Ha sido galardonado por el Presidente de la República Italiana y por el Ministro de Defensa con la adjudicación de Gran Oficial del Mérito de la República (Italia), la Medalla Nacional al Mérito Militar de 1 ª clase (Portugal) .
Por el mérito en la operación en Kosovo fue galardonado por el presidente italiano con la condecoración de Caballero de la Orden Militar de Italia y Caballero de la Legión de Honor del Ejército español.